# 336877 Qifaren
336877 Qifaren è un asteroide della fascia principale. Scoperto nel 2007, presenta un'orbita caratterizzata da un semiasse maggiore pari a 2,702355 UA e da un'eccentricità di 0,060436, inclinata di 13,016913° rispetto all'eclittica.
Qi Faren è un accademico dell'Accademia cinese di ingegneria. In qualità di uno dei leader tecnici del satellite cinese Dongfanghong-1 e primo capo progettista della serie di veicoli spaziali cinesi Shenzhou, ha dato contributi sistematici e creativi allo sviluppo di tecnologie chiave nell'ingegneria satellitare e spaziale.